# Sainte-Blandine, Isère
Sainte-Blandine este o comună în departamentul Isère din sud-estul Franței. În 2009 avea o populație de 896 de locuitori.

## Evoluția populației
| An        | 1975 | 1982 | 1990 | 1999 | 2006 | 2009 |
| --------- | ---- | ---- | ---- | ---- | ---- | ---- |
| Populație | 482  | 666  | 747  | 764  | 892  | 896  |